# Ніколя II Франциск
Ніколя II Франциск (фр. Nicolas-François de Lorraine, нім. Nikolaus II. Franz; 6 грудня 1609 — 25 січня 1670) — герцог Лотарингії і Бара з 19 січня до 1 квітня 1634 року.

## Життєпис
Походив з Другого Водемонського або Третього Лотаринзького дому. Третій син Франциска, графа Водемона, та Христини фон Зальм. Народився 1608 року в Нансі. Як молодший син в родині призначався для церковної кар'єри, отримавши відповідну освіту.
1616 року стає коадютором єпископства Туль. 1624 році після смерті очолив Тульську єпархію, хоча і не приймав духовного сану. Був абатом «in commendam» кількох багатих монастирів.
У 1626 році призначений папою римським Урбаном VIII кардиналом. Коли в лютому 1634 року його брат Карл IV зрікся престолу, Ніколя Франциск став герцогом Лотарингії. Він відмовився від кардинальського і єпископського сану і одружився зі своєю стриєчною сестрою Клод Франсуазою.
У березні того ж року Лотарингію окупували французькі війська, а 1 квітня після цього Ніколя II зрікся герцогського престолу на користь свого старшого брата Карла — колишнього герцога, а сам з родиною втік до іспанського володіння Франш-Конте. Потім перебрався до Флоренції, звідти до Мюнхена. Зрештою осів у Відні. Тут при пологах у 1648 році помирає його дружина. Слідом за цим приймає духовний сан.
У 1654 році після арешту його брата Карла IV очолив лотаринзькі війська в імперській армії. У 1658 році він замирився з Францією і разом з сином Фердинандом Філіппом брав участь на їхньому боці в битві, очолюючи лотаринзьке військо. Відповідно до Піренейського миру його брата Карла було звільнено з ув'язнення в Іспанії, а за Вінсенським договором 1661 року повернуто Лотарингію і Бар. Помер 1670 року в Нансі.

## Родина
Дружина — Клод Франсуаза, донька Генріха II, герцога Лотарингії і Бара
Діти:
- Фердинанд Філіп (1639—1659) — титулярний король Єрусалиму
- Карл Леопольд (1643—1690) — герцог Лотарингії
- Анна Елеонора (1645—1648)
- Анна Марія Тереза (1648—1661) — абатиса Ромберзького монастиря в Ремірмоні
- Марія Анна (1648—?)